# Люнда (река)
Лю́нда — река в России, протекает по Нижегородской области и Республике Марий Эл. Правый приток (четвёртый по длине) реки Ветлуги (бассейн Волги), её устье находится в 80 км от устья Ветлуги. В бассейне реки много марийских топонимов.

## География
Длина реки — 121 км, площадь водосборного бассейна — 1700 км².
Люнда проходит через расположенное на её берегах село Владимирское — центр паломничества к озеру Светлояр Воскресенского района Нижегородской области. У этого села озеро соединяется с Люндой ручейком — озёрный стоком — который был восстановлен при строительстве специального моста на дороге к деревням Шадрино и Лобачи в последнее десятилетие XX века. Нарушение этого естественного стока в советские времена при строительстве дороги (под насыпью была проложена металлическая труба малого диаметра) привело к заболачиванию озера почти на треть.
Люнду туристы называют мини-Керженец (она похожа по видовому составу рыбы). Люнда начинается из болот глухого ненаселённого региона лесного Заволжья.
- Исток у деревни Большая Погорелка Боковского сельсовета на востоке Семёновского района Нижегородской области. Река течёт по редконаселённым местам, богатым лесами, болотами и озёрами.
- Устье находится между сёлами Анчутино и Красная Люнда.

В Нижегородской области пойма реки слабоизвилистая, склоны умеренно крутые, лесистые, частично распаханные. Часто заболоченная пойма имеет ширину 0,3-10 км. В верхнем течении она преимущественно открытая, луговая, а в нижнем покрыта лесом.
Русло реки извилистое, ширина до 30 м, глубина в среднем не больше 1-2 м. Дно песчаное и песчано-илистое. Берега крутые, нередко обрывистые, заросшие кустарником.
В верховьях река течёт по сплошному лесу, ямная (омутовая), берега поймы сильно заболочены. Но постепенно повышаются и становятся крутыми, иногда обрывистыми. Ширина увеличивается до 20 метров, глубина около двух метров, скорость течения небольшая с источниками.
Лес по берегам перемежается со значительными безлесыми пространствами. На этом участке река образует многочисленные затоны, старицы, подковообразные излучины. Берега невысокие, пологие.
В районе села Владимирское и впадения реки Зимара берега повышаются и одеваются лесом. Река по прежнему продолжает образовывать заливы и старицы. Такой характер Люнды сохраняет вплоть до впадения в Ветлугу.
Весной Люнда сильно разливается, затапливая прилегающие к реке луга и низменности. Излюбленное место рыболовов и охотников.
В правобережье Люнды находится много озёр, например: у деревни Марково — озеро Нестиары, у деревни Люнда — озеро Светлое (Нижегородское), у деревни Дунаевые Поляны — озера Чёрное и Красное. На юге от Дунаевых полян находится самое большое озеро Нижегородской области — озеро Большое Плотово.
Особой достопримечательностью долины реки Люнды является легендарная «тропа Батыя»: сохранившаяся ещё местами насыпь грунтовой дороги между озером Светлояр и поймой Люнды, проходящая между деревнями Шадрино и Большие Ключи, а также у бывшей деревни Малые Ключи, в направлении на Нижний. Тропа идет вдоль русла Люнды, на некотором отдалении от реки от села Владимирское, до деревни Копылково. После неё Люнда постепенно поворачивает на восток, а «тропа Батыя» уходит на юг — к Волге. В этом месте в Люнду впадают сразу три правых притока, поэтому её ширина увеличивается вдвое, а сама Люнда становится полноводной лесной рекой.

## Притоки
От истока к устью в реку впадают многочисленные притоки.
- Левые: ручей Люнда, Малая Люнда, Зимара, Грязовка, Чёрная, Шурговашка, Чёрная, Берёзовая, Огородная, Опча, Чёрная, Рожвец, Берёзовка.
- Правые: Чумакша, Холодная, Вязовка, Хмелевая, Марк, Быстрец, Висец, Борина, Кугай, Куржам, Перша, Муза, Козловец.

### Притоки в км от устья
- 19 км: река Перша (пр)
- 20 км: ручей Куржам (пр)
- 33 км: река Кугай (пр)
- 39 км: река Борина (пр)
- 46 км: река Висец (пр)
- 61 км: река Быстрец (Быстрец Красный) (пр)
- 72 км: река Хмелевая (пр)
- 91 км: река Шурговашка (лв)
- 95 км: река Чумакша (пр)

На правобережье Люнды, к югу от русла реки, расположен самый большой в Поволжье массив Камско-Бакалдинских болот. Эти уникальные для Поволжья болота являются памятником природы. Здесь проходит водораздел Люнды и Керженца, и из этого района реки получают основное питание.

## Данные водного реестра
По данным государственного водного реестра России относится к Верхневолжскому бассейновому округу, водохозяйственный участок реки — Ветлуга от города Ветлуга и до устья, речной подбассейн реки — Волга от впадения Оки до Куйбышевского водохранилища (без бассейна Суры). Речной бассейн реки — (Верхняя) Волга до Куйбышевского водохранилища (без бассейна Оки).
Код объекта в государственном водном реестре — 08010400212110000043731.